# بول موراند
بول موراند (بالفرنسية: Paul Morand)‏‏ (13 مارس 1888 في الدائرة الثامنة في باريس - 23 يوليو 1976 في باريس) دبلوماسي، وكاتب من فرنسا.

## الجوائز
- Order of the Francisque [الإنجليزية]‏
- نيشان جوقة الشرف من رتبة ضابط

## روابط خارجية
- بول موراند على موقع IMDb (الإنجليزية)
- بول موراند على موقع الموسوعة البريطانية (الإنجليزية)
- بول موراند على موقع مونزينجر (الألمانية)
- بول موراند على موقع ألو سيني (الفرنسية)
- بول موراند على موقع ميوزك برينز (الإنجليزية)
- بول موراند على موقع أول موفي (الإنجليزية)
- بول موراند على موقع قاعدة بيانات الأفلام السويدية (السويدية)
- بول موراند على موقع ديسكوغز (الإنجليزية)
- بول موراند على موقع قاعدة بيانات الفيلم (الإنجليزية)
- بول موراند على موقع كينوبويسك (الروسية)